# Костарево (Волгоградская область)
Костарево — село в Камышинском районе Волгоградской области, административный центр и единственный населённый пункт Костаревского сельского поселения.
Население — 931 чел. (2021)

## История
Основано в XVIII веке. Точная дата заселения не установлена. Заселено выходцами из Белоруссии, Малороссии и губерний центральной России. В XIX веке состояло из двух обществ, разделённых рекой Иловлей — Большого и Малого Костарева. Костаревы или иначе Княжие хутора упоминаются с 1770-х годов. В начале XIX века жители занимались перевозкой соли. Население составляли велико- и малороссы. В 1886 году общества имели отдельные наделы. Надел Большого Костарева в 1886 году составлял 2700 десятин удобной (пашни 2593) и 916 десятин неудобной земли, надел Малого Костарева — 2943,5 десятин удобной (в т.ч. пашни 749) и 1092 десятины неудобной земли. Для ссыпки общественного хлеба имелись запасные хлебные магазины. В Большой Костареве в 1884 году взамен сгоревшей построена церковь во имя святого Николая Чудотворца (первая церковб построена в 1844 году). В 1878 году открыта церковно-приходская школа. Во владении сельских обществ имелась водяная мельница
С 1928 года село — центр Костаревского сельсовета в составе Камышинского района Камышинского округа (округ ликвидирован в 1934 году) Нижневолжского края (с 1935 года — Сталинградского края, с 1936 года — Сталинградской области, с 1961 года — Волгоградской области). С 1961 по 1976 год село входило в состав Саломатинского сельсовета. Костаревский сельсовет вновь образован в 1976 году.

## Общая физико-географическая характеристика
Село расположено на юго-западе Камышинского района в степной местности, в пределах Приволжской возвышенности, являющейся частью Восточно-Европейской равнины, на реке Иловля, на высоте около 88 метров над уровнем моря. Рельеф местности равнинный. Почвы пойменные засоленные, выше поймы Иловли — каштановые и тёмно-каштановые.
По автомобильным дорогам расстояние до районного центра города Камышин — 35 км, до областного центра города Волгоград — 210 км.  К селу имеется подъезд от региональной автодороги Камышин — Иловля (3,3 км)
Климат
Климат умеренный континентальный (согласно классификации климатов Кёппена — Dfa). Многолетняя норма осадков — 401 мм. Наибольшее количество осадков выпадает в июле — 48 мм, наименьшее в марте — 22 мм. Среднегодовая температура положительная и составляет + 7,1 °С, средняя температура самого холодного месяца января -9,2 °С, самого жаркого месяца июля +23,0 °С.
Часовой пояс
Костарево, как и вся Волгоградская область, находится в часовой зоне МСК (московское время). Смещение применяемого времени относительно UTC составляет +3:00.

## Население
Динамика численности населения Большого Костарева
| 1862 | 1886 | 1891 | 1894 | 1911 |
| ---- | ---- | ---- | ---- | ---- |
| 511  | 1164 | 1393 | 1175 | 1767 |

Динамика численности населения Малого Костарева
| 1886 | 1891 | 1894 | 1911 |
| ---- | ---- | ---- | ---- |
| 1096 | 1184 | 1279 | 1783 |

| 1897 | 2002 |
| ---- | ---- |
| 2562 | 1095 |

| 2010 | 2012  | 2013 | 2014 | 2015 | 2016 | 2017 |
| ---- | ----- | ---- | ---- | ---- | ---- | ---- |
| 1011 | ↘1000 | ↘992 | ↘968 | ↘967 | ↗968 | ↘960 |
| 2018 | 2019  | 2020 | 2021 |      |      |      |
| ↗970 | ↘962  | ↘921 | ↗931 |      |      |      |